# Randy Voepel
Randy Voepel (nacido el 21 de septiembre de 1950) es un político estadounidense que actualmente está en la Asamblea Estatal de California.
Voepel representa al 71.º Distrito de Asamblea Estatal, abarcando la mayor parte del Condado de San Diego interior y parte del Condado de Riverside. Antes del 2016 era el alcalde de Santee, California.

## Carrera
En agosto de 1969, Voepel se alistó en el Armada de los Estados Unidos, durante la Guerra de Vietnam, Voepel sirvió en el USS Buchanan, un destructor de misiles guiados. Voepel recibió la Cinta de acción de combate y premios militares.
En 1996, Voepel se convirtió en miembro del ayuntamiento de Santee, California. En 2000, Voepel se convirtió en el alcalde de Santee  hasta 2016.